# Greenwich Village (film)
Greenwich Village is een Amerikaanse muziekfilm uit 1944 onder regie van Walter Lang.

## Verhaal
De componist Kenneth Harvey arriveert in 1922 in New York. Hij maakt er kennis met de kroegbaas Danny O'Mara, die ooit een voorstelling wil produceren op Broadway. Hij leert bovendien ook de zangeres Bonnie Watson kennen.

## Rolverdeling
| Acteur                 | Personage               |
| ---------------------- | ----------------------- |
| Carmen Miranda         | Prinses Querida O'Toole |
| Don Ameche             | Kenneth Harvey          |
| William Bendix         | Danny O'Mara            |
| Vivian Blaine          | Bonnie Watson           |
| Felix Bressart         | Hofer                   |
| Tony De Marco          | Tony                    |
| Sally De Marco         | Sally                   |
| The Revuers            | Muziekensemble          |
| B.S. Pully             | Brophy                  |
| The Four Step Brothers | Dansers                 |
| Emil Rameau            | Kavosky                 |